# Hendrik Brugmans

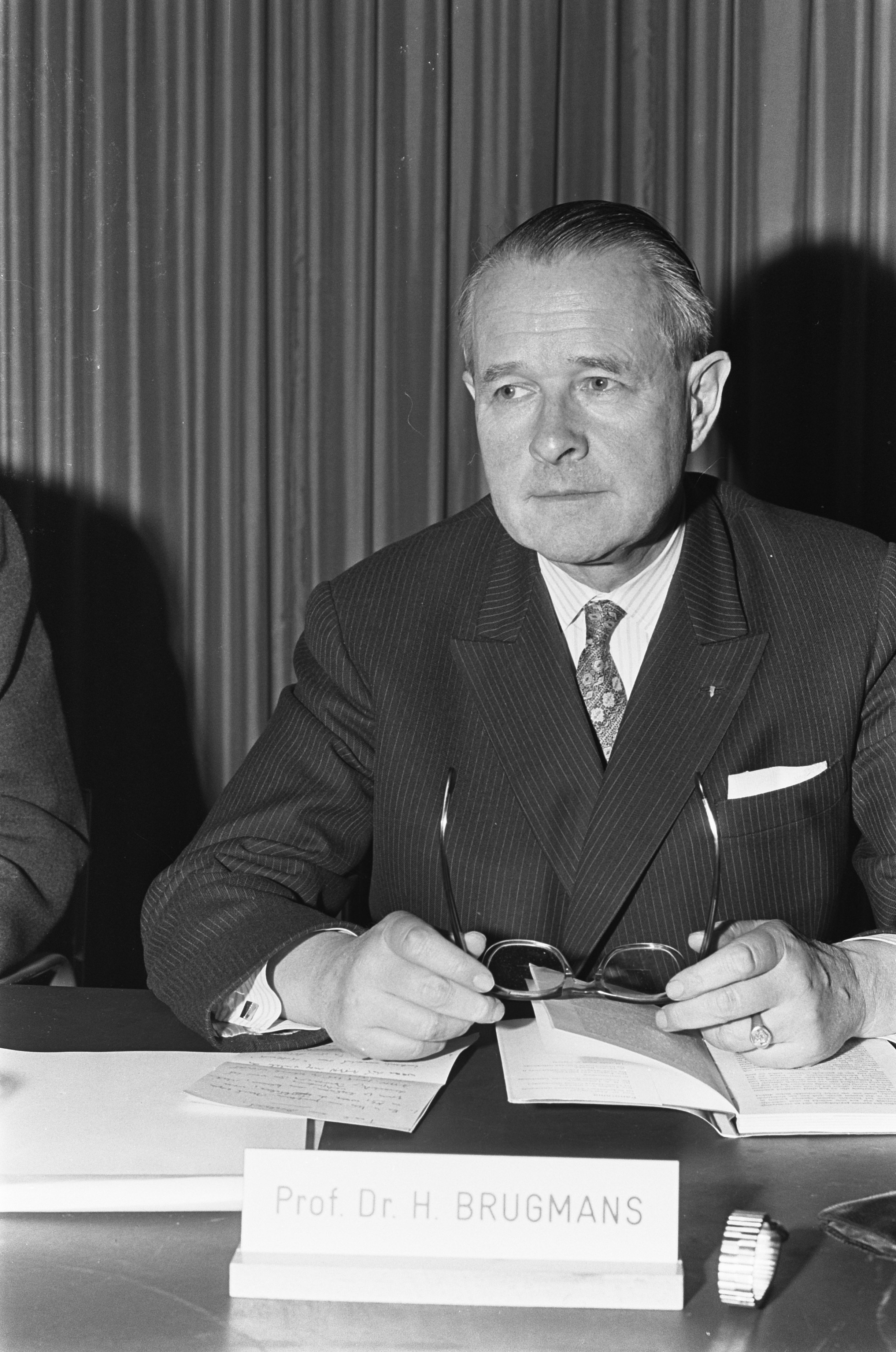
H. Brugmans w 1967 roku

Hendrik Brugmans (ur. 13 grudnia 1906 roku w Amsterdamie, zm. 12 marca 1997 roku w Brugii) – holenderski naukowiec, polityk socjalistyczny, pisarz, lobbysta na rzecz integracji europejskiej, założyciel i pierwszy rektor Kolegium Europejskiego w Brugii. Laureat Nagrody Karola Wielkiego za 1951 rok.
Urodził się jako syn historyka Hajo Brugmansa i Marii Keizer. W młodości studiował historię, a potem literaturę francuską na Sorbonie i w Utrechcie. Po 1934 działał jako nauczyciel gramatyki. W latach 40. był parlamentarzystą z ramienia socjalistycznej Holenderskiej Partii Pracy. Między 1942 a 1944 rokiem był więziony przez Gestapo, później działał w ruchu oporu. Po wojnie został jednym z intelektualnych liderów organizacji lobbystycznej Ruch Europejski, a także współzałożycielem i pierwszym prezesem powiązanej z nią Europejskiej Unii Federalistów. Był profesorem Katolickiego Uniwersytetu w Leuven. W 1950 roku założył elitarne Kolegium Europejskie, uniwersytet mający kształcić przyszłą administrację europejską. Pozostał jego rektorem do 1972 roku, gdy przeszedł na emeryturę i zastąpił go na stanowisku Jerzy Łukaszewski. W tym samym roku został honorowym obywatelem Brugii. Zmarł w marcu 1997 roku, a rok akademicki 1997/8 zgodnie z tradycją szkoły ogłoszono jego rokiem. Na jego cześć w założonej przezeń uczelni odbywa się coroczny wykład mu poświęcony, a od 2010 także turniej piłkarski.

## Publikacje
- Cité européenne. Programme fédéraliste, Paryż, 1950.
- Schets van een Europese samenleving, Rotterdam, 1952.
- Levend in Europa. Ontmoetingen en herinneringen, Alphen aan den Rijn, 1980.
- Wij, Europa. Een halve eeuw strijd voor emancipatie en Europees federalisme. Opgetekend door H. Kirsten, Leuven/Amsterdam, 1988.